# Odvod smodniških plinov
Odvod smodniških plinov je princip delovanja strelnega orožja, kjer se za samodejno repetiranje orožja uporablja del smodniških plinov, ki se jih odjema iz cevi orožja.
Ločimo:
- dolgo trzanje plinskega bata, kjer je plinski cilinder fiksno spojen z zaklepom. Tipični primeri so AK-47 (M70), FN Minimi, M1 Garand in FN MAG. Prednosti tega sistema sta robustnost in povečana masa zaklepa, ki omogoča zanesljivejše delovanje. Zaradi večje mase gibajočih se delov je odsun orožja nekoliko večji, poleg tega pa gibanje bata in zaklepa vpliva tudi na spremembo težišča orožja, kar vpliva na natančnost streljanja.

- kratko trzanje plinskega bata, kjer sta plinski bat in zaklep jasno ločena in imata vsak svojo vzmet. Hod plinskega bata je krajši in svojo silo na zaklep preda v močnem kratkem impulzu. Tak sistem se uporablja npr. pri SKS-u (papovki), nemški puški HK 416, singapurski SAR 80 in ameriški M1 karabinki. Princip je podoben kot pri principu dolgega trzanja bata, vendar ob manjši masi gibajočih se delov, kar pomeni tudi manjši odsun.

- neposredno delovanje (ang. direct impingement), kjer so smodniški plini po cevki speljani neposredno do nosilca zaklepa ali pa celo vanj. Tak sistem uporabljajo npr. ameriška puška AR-15 (izpeljanki M16 in M4 karabinka), francoska MAS-49 in švedska Ag m/42. Pri tem sistemu je masa gibajočih se delov najnižja, kar pomaga pri natančnejšem streljanju. Zaradi dovoda plinov v sam zaklep pa prihaja do vnašanja usedlin v ključne dele mehanizma in izgorevanje maziv, kar se lahko odraža na pogostejših zastojih.

## Prikaz
- Dolgo trzanje bata
- Kratko trzanje bata
- Neposredno delovanje